# ریچارد رایت (نویسنده)
ریچارد ناتانیل رایت (به انگلیسی: Richard Nathaniel Wright) (زاده ۴ سپتامبر ۱۹۰۸ - درگذشته- ۲۸ نوامبر ۱۹۶۰) نویسنده آمریکایی آفریقایی‌تبار مکتب رئالیسم بود.

## تالیفات
کار نویسندگی خود را از دو سال بعد آغاز نمود و در سال ۱۹۳۸ با انتشار اولین مجموعه داستان‌های خود به نام «پسرک سیاه» که شرح زندگی دردآلود خودش بود جزو نویسندگان زبردست آمریکا شناخته گردید. کتاب‌های بعدی او که همه آئینه تمام نمایی از زیربنای جامعه آمریکایی و اختلافات نژادی می‌باشند عبارتند از: «رانده شده»، «شکم ماهی»، «۸ مرد»(۱۹۶۱) و «بچه‌های عمو توم» (۱۹۳۸).

## خانه‌زاد
او در آثار خود به مشکلات نژادی در جامعه آمریکا می‌پرداخت و کارهای او بر جنبش حقوق مدنی آمریکا تأثیر داشت. آثار مشهور او پسرک سیاه و خانه‌زاداند که خانه‌زاد به فارسی نیز ترجمه شده. او در آن کتاب می‌نویسد: 
"چه کسی می‌داند که چه وقت شوک‌های خفیفی که تعادل ظریف میان نظم اجتماعی وآرزوهای سیری ناپذیر ما را تهدید می‌کند سر انجام آسمان خراش‌های شهرهای ما را فرو می‌ریزد؟"